# Rudolf Hofmann
Rudolf Hofmann, nemški general, * 4. september 1895, † 13. april 1970.